# Hercana atrorufa
Hercana atrorufa là một loài tò vò trong họ Ichneumonidae.